# 精密國際AX50狙擊步槍
精密國際AX50（英語：Accuracy International AX 50）是一款由英国槍械製造商精密國際所生產的遠距離、大威力.50口徑重型狙击步枪（反器材步槍），為精密國際AX系列狙擊步槍的槍械之一，在2010年1月位於美国内华达州拉斯維加斯舉辦的SHOT Show（美國著名槍展）上首次推出。這是一款以精密國際AWSM為藍本的重大設計演化的衍生型之一，它的研發目的是精密國際參與2009年1月15日由美国特種作戰司令部（英語：USSOCOM）發出的一項名為精密狙擊步槍（簡稱：PSR）的合同並作為其中一個.338口徑狙擊平台所驅使，以新型號精密國際AX338替換原來的精密國際AWSM並且與其他槍械製造商所全新研製或既有型號的改進型進行競標。精密國際AX50是精密國際AX338的12.7×99毫米北約口徑（.50 BMG）版本，而使用的各個零部件都有其特定的尺寸，除此以外都不能夠與AW系列步槍的各個零部件作互換使用（就算是相同口徑都不能）。

## 設計細節
和精密國際AX338一樣，與精密國際AW50相比，精密國際AX50的旋转后拉式枪机是更長更寬，彈匣內部空間的長度加長，可以讓任何在國際常設槍械測試委員會的最大容許總長度138毫米（5.45英吋）以內未損毀的12.7×99毫米北約口徑（.50 BMG）子彈都裝填於彈匣內。憑藉著12.7×99毫米北約口徑子彈的強大火力，使AX50具有摧毀多種目標的能力，包括雷达裝置、輕型汽车（包括輕型装甲车）、野戰工事、船隻和彈藥庫等。其標準子彈可以在一發以內結合了貫穿、高爆和燃燒等效果。這一點更是另外兩枝精密國際AX狙擊步槍系列的槍械所不能做到的。
精密國際AX50的槍機體直径為30毫米（0.79英吋），而槍機主體、槍機頭、閉鎖環和槍管卡榫都被明顯地構建成更大強度以及更能夠承受更高的膛壓和溫度。AX50配備了一根27英吋（685.8毫米）長度.50英吋（12.7毫米）口徑自由浮動式比賽等級縱向長型凹槽槍管作為其標準槍管，這種既能夠減輕重量也增加了剛性，而且提高了散熱效率；而自由浮動式槍管除了與機匣連接外，與整個前托都不接觸。其槍口裝置除了有制動功能以外，其前端的螺紋更可協助裝上其專用的短管鋁製戰術消聲器以減少射擊時所產生的噪声、火光和後座力的程度。其與AX338、AX308不同之處的槍管長度、口徑和膛線纏距都分別被固定為27英吋、.50英吋和1：15英吋。AX50採用新型5發可拆卸式雙排.50 BMG不鏽鋼製彈匣，裝上經過修改的彈匣插座。這新型钢製彈匣不能裝上AW50的彈匣插座，而AW50的5發彈匣亦不能裝上AX50的彈匣插座。其餘的設計細節都與精密國際AX338是同。

## 衍生型

### 精密國際AX338
精密國際AX338（英語：Accuracy International AX 338）是精密國際AX50的.338拉普麥格農口徑版本，使用一個較小的短槍機，槍機體直径為22毫米（0.87英吋）。

### 精密國際AX308
精密國際AX308（英語：Accuracy International AX 308）是精密國際AX338的7.62×51毫米北約／.308 Winchester口徑版本，使用一個更小的短槍機，槍機體直径為20毫米（0.79英吋）。

### 精密國際AT
精密國際AT（英語：Accuracy International Accuracy Tactical）是AX系列的廉價警用型版本。

## 使用國
- 賽普勒斯
  - 塞浦路斯國民衛隊
- 捷克
  - 特警單位
- 丹麦
  - 丹麥國防軍
- 葡萄牙
  - 葡萄牙治安警察局
- 中華民國
  - 中華民國海軍陸戰隊特勤隊
- 新加坡
  - 新加坡共和国陆军部队
- 土耳其
- 英国
  - 英國武裝部隊

## 流行文化

### 电影
- 2015年—：由蓋瑞·「蛋治」·安文（Gary "Eggsy" Unwin，泰隆·艾格頓）於晚間鍛煉中所使用；亦出現在隱藏的皇家“附件”房。

### 電子遊戲
- 2019年—：命名為“AX50”，以5發彈匣供彈，裝有預設的狙擊鏡。戰役模式中僅在過場片段中由英國陸軍特種空勤團上尉，約翰·普萊斯所使用。聯機模式中為隨遊戲登場的狙擊步槍當中最後解鎖的一枝，並可進行定制改裝。
- 2021年- 《暗區突圍》：命名為「AX50」，以5發彈匣供彈，可改裝瞄準鏡、槍托、槍口、彈匣等配件，使用12.7x99mm子彈。

## 資料來源
1. ↑  .   [2012-01-02]. （原始内容存档于2009-07-04）.
2. ↑  .   [2012-01-02]. （原始内容存档于2012-03-09）.
3. ↑  .   [2010-05-23]. （原始内容存档于2010-07-29）.
4. ↑   (PDF).   [2012-01-02]. （原始内容 (PDF)存档于2012-04-24）.
5. ↑   (PDF).   [2012-01-02]. （原始内容 (PDF)存档于2011-08-13）.
6. ↑   (PDF).   [2012-01-02]. （原始内容 (PDF)存档于2012-04-24）.

## 外部連結
- （英文）—精密國際官方頁面
- （英文）—說明手冊
- （英文）—Mile High Shooting Accessories—Accuracy Int. AX Series MILE HIGH SHOOTING ACCESSORIES[永久]
- （英文）—The Firearm Blog.com—
  - Accuracy International AX338 and AX AICS （页面存档备份，存于）
  - Accuracy International AX50 （页面存档备份，存于）
- （英文）—Worldwide-Defence—AX50 12.7mm anti-materiel rifle
- （英文）—The Truth About Guns.com—
  - TTAG To Test Accuracy International AX 308 （页面存档备份，存于）
  - Gun Review: Accuracy International AX-50 Rifle （页面存档备份，存于）
  - How to Maximize Your .50 Caliber Fun （页面存档备份，存于）
- （英文）—EuroOptic.com—Accuracy International AX50 Rifle （页面存档备份，存于）
- （英文）—Tactical-Life.com—The Dirty Dozen: Today’s Top 12 .50 BMG Rifles （页面存档备份，存于）
- （英文）—Sporting Services - Accuracy International Rifles - AX Series
- （英文）—YouTube上的2011 ACCURACY INTERNATIONAL AX7.62x51 AX338LM AX300AI AX50
- （简体中文）—D Boy Gun World（槍炮世界）—AX50狙击步枪 （页面存档备份，存于）